# Petra Zahrl
Petra Zahrl (Viena, Austria, 4 de abril de 1981) es una nadadora retirada especializada en pruebas de estilo mariposa. Fue medalla de bronce durante el Campeonato Europeo de Natación en Piscina Corta de 2000 en la prueba de 200 metros mariposa.

## Palmarés internacional
| Campeonato Europeo de Natación en Piscina Corta | Campeonato Europeo de Natación en Piscina Corta | Campeonato Europeo de Natación en Piscina Corta | Campeonato Europeo de Natación en Piscina Corta |
| Año                                             | Lugar                                           | Medalla                                         | Prueba                                          |
| ----------------------------------------------- | ----------------------------------------------- | ----------------------------------------------- | ----------------------------------------------- |
| 2000                                            | Valencia (España)                               | Medalla de bronce                               | 200 m mariposa                                  |